# Episema roseosignata
Episema roseosignata là một loài bướm đêm trong họ Noctuidae.